# 熊野輝光
熊野輝光（1957年8月28日—），日本棒球選手，出生於香川県木田郡三木町，曾經效力於日本職棒讀賣巨人等隊伍，生涯通算50支全壘打。